# Ривас Москера, Джонатан
Джонатан Ривас Москера (исп. Jhonatan Rivas Mosquera; 11 июля 1998 года, Колумбия) — колумбийский тяжелоатлет, выступающий в весовой категории до 96 кг. Чемпион Панамериканских игр 2019 года и чемпион Панамериканского чемпионата по тяжёлой атлетике 2019 года.

## Карьера
Дебютировал на международной арене в 2015 году на молодёжном чемпионате мира во Вроцлаве, где выступал в весовой категории до 85 кг и занял 2 место с результатом 315 кг.
На взрослом чемпионате мира впервые принял участие в 2018 году в Ашхабаде, где в категории до 96 кг занял итоговое 10-е место с результатом 377 кг.
В 2019 году на Панамериканском чемпионате в Гватемале завоевал золото в весовой категории до 96 кг с результатом 391 кг (180 кг в рывке и 211 кг в толкании). Через несколько месяцев стал чемпионом Панамериканских игр в Лиме с результатом 385 кг.
На чемпионате мира 2019 года в Паттайе Джонатан Ривас завоевал малую бронзовую медаль в рывке в весовой категории до 96 кг, подняв штангу весом 179 кг. В итоговом протоколе он стал четвёртым с результатом 391 кг.
В декабре 2024 года на чемпионате мира в Бахрейне в упражнении толчок завоевал малую бронзовую медаль с результатом 213 кг, по итогам двух упражнений стал пятым (388 кг).

## Основные результаты
| Год  | Соревнование         | Место проведения | Весовая категория | Рывок  | Толчок | Сумма двоеборья | Место      |
| 2018 | Чемпионат мира       | Ашхабад          | до 96 кг          | 176 кг | 201 кг | 377 кг          | 10-е место |
| 2019 | Чемпионат Панамерики | Гватемала        | до 96 кг          | 180 кг | 211 кг | 391 кг          | 1          |
| 2019 | Панамериканские игры | Лима             | до 96 кг          | 175 кг | 210 кг | 385 кг          | 1          |
| 2019 | Чемпионат мира       | Паттайя          | до 96 кг          | 179 кг | 212 кг | 391 кг          | 4-е место  |